# Valeriana carnosa
Valeriana carnosa är en kaprifolväxtart som beskrevs av James Edward Smith. Valeriana carnosa ingår i släktet vänderötter, och familjen kaprifolväxter. Inga underarter finns listade i Catalogue of Life.